# Bains-les-Bains
Bains-les-Bains è un comune francese di 1 225 abitanti situato nel dipartimento dei Vosgi nella regione del Grand Est.

## Società

### Evoluzione demografica
Abitanti censiti

## Amministrazione

### Gemellaggi
- Bonndorf im Schwarzwald, Germania, dal 1975